# デュバル郡 (フロリダ州)
デュバル郡（英: Duval County）は、アメリカ合衆国フロリダ州の北東部に位置する郡である。人口は99万5567人（2020年）。郡庁所在地のジャクソンビルはフロリダ州で人口最大の都市である。1968年からデュバル郡とジャクソンビル市の政府は統合されている。デュバル郡は1822年に設立され、郡名は1822年から1834年までフロリダ準州知事を務めたウィリアム・ポープ・デュバルに因んで名付けられた。
デュバル郡はジャクソンビル都市圏の中心郡である。

## 歴史
デュバル郡となった地域には、ヨーロッパ人が入ってくる前の数千年間、様々な文化の先住民が住んでいた。ジャクソンビル市にあるティムクアン生態歴史保存地内で、考古学者達が紀元前2500年と推定される国内最古クラスの土器片を発掘した。ヨーロッパ人が接触する前に、北フロリダの海岸地域にはティムクア語を話すモカマ族インディアンが住んでいた。ヨーロッパ人が入ってきたとき、デュバル郡となった地域の大半は、地域でも強力な部族だったサチュリワ族が支配していた。16世紀にはフランスの開拓地カロリーヌ砦が造られ、18世紀にはヨーロッパ人の開拓地が増え、その中にカウフォード、後のジャクソンビルがあった。
デュバル郡は1822年にセントジョンズ郡から分離して設立された。郡名は1822年から1834年までフロリダ準州知事を務めたウィリアム・ポープ・デュバルに因んで名付けられた。郡創設時の領域は、西のスワニー川から東の大西洋まで、北はスワニー川河口から南はセントジョンズ川沿いのジャクソンビルまで広大なものだった。1824年に郡域からアラチュア郡とナッソー郡が設立された。1858年にはクレイ郡が分離した。セントジョンズ川下流の南と東は1840年代にデュバル郡内に編入されていた。
1968年10月1日、デュバル郡政府はジャクソンビル市政府と統合した。ただしジャクソンビル市内に入っていないアトランティックビーチ、ボールドウィン、ジャクソンビルビーチ、ネプチューンビーチ各市は独自の自治政府を維持しており、統合の範囲に入っていない。

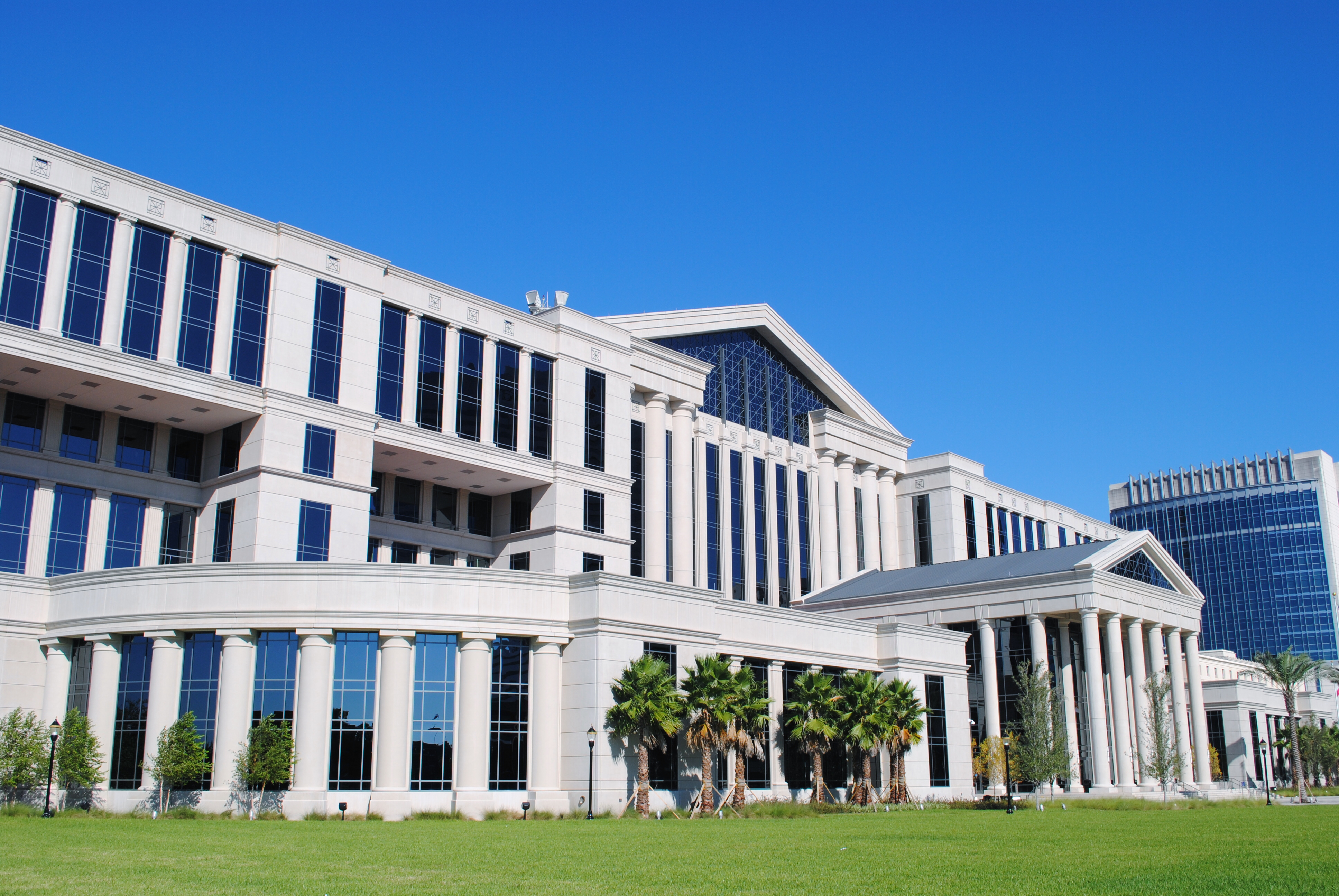
ジャクソン市にあるデュバル郡庁舎

## 地理
アメリカ合衆国国勢調査局に拠れば、郡域全面積は918.24平方マイル (2,378.2 km2)であり、このうち陸地773.67平方マイル (2,003.8 km2)、水域は144.57平方マイル (374.4 km2)で水域率は15.74%である。地形は海岸平原であるが、いくらかうねった丘陵がある。

### 隣接する郡
- ナッソー郡 - 北
- セントジョンズ郡 - 南東
- クレイ郡 - 南西
- ベイカー郡 - 西

### 国立保護地域
- フォートカロリーヌ国立保護区
- ティムクアン生態系・歴史保存地

## 人口動態
以下は2000年国勢調査による人口統計データである。
| 基礎データ - 人口: 864,263人 - 世帯数: 342,450 世帯 - 家族数: 218,254 家族 - 人口密度: 389人/km2（1,117人/mi2） - 住居数: 388,486軒 - 住居密度: 241軒/km2（502軒/mi2） 人種別人口構成 - 白人: 60.90% - アフリカン・アメリカン: 29.50% - ネイティブ・アメリカン: 0.40% - アジア人: 4.20% - 太平洋諸島系: 0.10% - その他の人種: 2.10% - 混血: 2.90% - ヒスパニック・ラテン系: 7.90% 言語による構成 - 英語：87.4% - スペイン語：5.7% - タガログ語：2.8% 年齢別人口構成 - 18歳未満: 26.3% - 18-24歳: 9.6% - 25-44歳: 32.4% - 45-64歳: 21.2% - 65歳以上: 10.5% - 年齢の中央値: 34歳 - 性比（女性100人あたり男性の人口） - 総人口: 94.2 - 18歳以上: 90.9 | 世帯と家族（対世帯数） - 18歳未満の子供がいる: 28.9% - 結婚・同居している夫婦: 43.6% - 未婚・離婚・死別女性が世帯主: 14.8% - 非家族世帯: 37.0% - 単身世帯: 30.1% - 65歳以上の老人1人暮らし: 8.1% - 平均構成人数 - 世帯: 2.54人 - 家族: 3.20人 収入と家計 - 収入の中央値 - 世帯: 49,463米ドル - 家族: 60,114米ドル - 性別 - 男性: 42,752米ドル - 女性: 34,512米ドル - 人口1人あたり収入: 25,854米ドル - 貧困線以下 - 対人口: 14.2% - 対家族数: 10.4% - 18歳未満: 20.3% - 65歳以上: 9.6% |

## 都市と町
市
- ジャクソンビル - 郡庁所在地
- ジャクソンビルビーチ
- アトランティックビーチ
- ネプチューンビーチ

町
- ボールドウィン

## 政治
1968年の市郡統合により、ジャクソンビル市長とジャクソンビル市政委員会が郡政委員会に変わって政治を進めている。
選挙管理官に拠れば、2008年一般選挙時点の登録有権者数は536,584人、このうち417,599人が投票を行い、投票率は77.83%だった。
| 年     | 共和党 | 民主党 | その他 |        |
| ------ | ------ | ------ | ------ | ------ |
| 2008年 | 50.5%  | 48.6%  | 0.9%   | [ 5 ]  |
| 2004年 | 57.8%  | 41.6%  | 0.6%   | [ 6 ]  |
| 2000年 | 57.5%  | 40.7%  | 1.8%   | [ 7 ]  |
| 1996年 | 50.0%  | 44.2%  | 5.8%   | [ 8 ]  |
| 1992年 | 49.5%  | 36.9%  | 13.9%  | [ 9 ]  |
| 1988年 | 62.8%  | 36.7%  | 0.5%   | [ 10 ] |

### 政府関連
- City of Jacksonville official website of City of Jacksonville/Duval County
- Duval County Property Appraiser
- Duval County Supervisor of Elections
- Duval County Tax Collector
- Jacksonville Sheriff's Office
- Duval County Clerk of the Courts

### 特殊地区
- Duval County Public Schools
- w:Duval County Soil & Water Conservation District
- St. Johns River Water Management District

### 司法関連
- Duval County Clerk of Courts
- Public Defender, 4th Judicial Circuit of Florida serving Duval, Clay, and Nassau Counties
- Office of the State Attorney, 4th Judicial Circuit of Florida
- Circuit and County Court, 4th Judicial Circuit of Florida

### 観光
- Jacksonville and the Beaches Convention and Visitors' Bureau

座標: 北緯30度20分 西経81度39分 / 北緯30.33度 西経81.65度